# Narciarstwo alpejskie na Zimowych Igrzyskach Olimpijskich 2014 – superkombinacja mężczyzn
Superkombinacja mężczyzn – druga z konkurencji męskich rozgrywanych w ramach narciarstwa alpejskiego na Zimowych Igrzyskach Olimpijskich w Soczi. Zawodnicy rywalizowali 14 lutego na trasach olimpijskich DH Men i SL Men w ośrodku narciarskim Roza Chutor, umiejscowionym w Krasnej Polanie.

## Terminarz
| Data      | Konkurencja | Godzina rozpoczęcia | Godzina rozpoczęcia |
| Data      | Konkurencja | Czas CET            | Czas lokalny        |
| --------- | ----------- | ------------------- | ------------------- |
| 14 lutego | Zjazd       | 7:00                | 10:00               |
| 14 lutego | Slalom      | 12:30               | 15:30               |

## Tło
| Data                                                                                     | Miejscowość                                                                              | Zwycięzca                                                                                | Drugi                                                                                    | Trzeci                                                                                   | Źródło                                                                                   |
| Wyniki superkombinacji podczas zawodów Pucharu Świata w narciarstwie alpejskim 2013/2014 | Wyniki superkombinacji podczas zawodów Pucharu Świata w narciarstwie alpejskim 2013/2014 | Wyniki superkombinacji podczas zawodów Pucharu Świata w narciarstwie alpejskim 2013/2014 | Wyniki superkombinacji podczas zawodów Pucharu Świata w narciarstwie alpejskim 2013/2014 | Wyniki superkombinacji podczas zawodów Pucharu Świata w narciarstwie alpejskim 2013/2014 | Wyniki superkombinacji podczas zawodów Pucharu Świata w narciarstwie alpejskim 2013/2014 |
| ---------------------------------------------------------------------------------------- | ---------------------------------------------------------------------------------------- | ---------------------------------------------------------------------------------------- | ---------------------------------------------------------------------------------------- | ---------------------------------------------------------------------------------------- | ---------------------------------------------------------------------------------------- |
| 17 stycznia                                                                              | Wengen                                                                                   | Ted Ligety                                                                               | Alexis Pinturault                                                                        | Natko Zrnčić-Dim                                                                         | [ 3 ]                                                                                    |
| 26 stycznia                                                                              | Kitzbühel                                                                                | Alexis Pinturault                                                                        | Ted Ligety                                                                               | Marcel Hirscher                                                                          | [ 4 ]                                                                                    |
| Wyniki superkombinacji na Zimowych Igrzyskach Olimpijskich 2010                          |                                                                                          |                                                                                          |                                                                                          |                                                                                          |                                                                                          |
| 21 lutego                                                                                | Vancouver                                                                                | Bode Miller                                                                              | Ivica Kostelić                                                                           | Silvan Zurbriggen                                                                        | [ 5 ]                                                                                    |
| Wyniki superkombinacji na mistrzostwach świata 2011                                      |                                                                                          |                                                                                          |                                                                                          |                                                                                          |                                                                                          |
| 14 lutego                                                                                | Garmisch-Partenkirchen                                                                   | Aksel Lund Svindal                                                                       | Christof Innerhofer                                                                      | Peter Fill                                                                               | [ 6 ]                                                                                    |
| Wyniki superkombinacji na mistrzostwach świata 2013                                      |                                                                                          |                                                                                          |                                                                                          |                                                                                          |                                                                                          |
| 11 lutego                                                                                | Schladming                                                                               | Ted Ligety                                                                               | Ivica Kostelić                                                                           | Romed Baumann                                                                            | [ 7 ]                                                                                    |

## Wyniki
| Miejsce | Nr | Zawodnik                   | Reprezentacja        | Zjazd   | Zjazd   | Slalom  | Slalom  | Czas łączny | Strata  |
| Miejsce | Nr | Zawodnik                   | Reprezentacja        | Czas    | Miejsce | Czas    | Miejsce | Czas łączny | Strata  |
| ------- | -- | -------------------------- | -------------------- | ------- | ------- | ------- | ------- | ----------- | ------- |
| 01 !    | 20 | Sandro Viletta             | Szwajcaria           | 1:54,88 | 14      | 50,32   | 2       | 2:45,20     |         |
| 02 !    | 21 | Ivica Kostelić             | Chorwacja            | 1:54,17 | 7       | 51,37   | 3       | 2:45,54     | +0,34   |
| 03 !    | 10 | Christof Innerhofer        | Włochy               | 1:54,30 | 8       | 51,37   | 3       | 2:45,67     | +0,47   |
| 4.      | 9  | Kjetil Jansrud             | Norwegia             | 1:53,24 | 1       | 53,02   | 13      | 2:46,26     | +1,06   |
| 5.      | 2  | Adam Žampa                 | Słowacja             | 1:56,23 | 28      | 50,11   | 1       | 2:46,34     | +1,14   |
| 6.      | 24 | Bode Miller                | Stany Zjednoczone    | 1:54,67 | 12      | 51,93   | 7       | 2:46,60     | +1,40   |
| 7.      | 4  | Ondřej Bank                | Czechy               | 1:53,38 | 2       | 53,46   | 16      | 2:46,84     | +1,64   |
| 8.      | 16 | Carlo Janka                | Szwajcaria           | 1:54,42 | 9       | 52,46   | 11      | 2:46,88     | +1,68   |
| 8.      | 12 | Aksel Lund Svindal         | Norwegia             | 1:53,94 | 6       | 52,94   | 12      | 2:46,88     | +1,68   |
| 10.     | 18 | Natko Zrnčić-Dim           | Chorwacja            | 1:55,26 | 19      | 51,80   | 6       | 2:47,06     | +1,86   |
| 11.     | 28 | Jared Goldberg             | Stany Zjednoczone    | 1:54,90 | 15      | 52,39   | 10      | 2:47,29     | +2,09   |
| 12.     | 22 | Ted Ligety                 | Stany Zjednoczone    | 1:55,17 | 18      | 52,22   | 8       | 2:47,39     | +2,19   |
| 13.     | 14 | Matthias Mayer             | Austria              | 1:53,61 | 3       | 53,85   | 20      | 2:47,46     | +2,26   |
| 14.     | 13 | Romed Baumann              | Austria              | 1:55,36 | 21      | 52,23   | 9       | 2:47,59     | +2,39   |
| 15.     | 8  | Beat Feuz                  | Szwajcaria           | 1:54,46 | 11      | 53,29   | 15      | 2:47,75     | +2,55   |
| 16.     | 6  | Martin Vráblík             | Czechy               | 1:56,36 | 29      | 51,56   | 5       | 2:47,92     | +2,72   |
| 17.     | 26 | Adrien Théaux              | Francja              | 1:55,00 | 17      | 53,66   | 17      | 2:48,66     | +3,46   |
| 18.     | 25 | Dominik Paris              | Włochy               | 1:54,46 | 10      | 54,99   | 23      | 2:49,45     | +4,25   |
| 19.     | 30 | Kryštof Krýzl              | Czechy               | 1:56,68 | 32      | 53,21   | 14      | 2:49,89     | +4,69   |
| 20.     | 27 | Morgan Pridy               | Kanada               | 1:56,21 | 25      | 53,82   | 19      | 2:50,03     | +4,83   |
| 21.     | 40 | Otmar Striedinger          | Austria              | 1:55,48 | 22      | 54,98   | 22      | 2:50,46     | +5,26   |
| 22.     | 29 | Klemen Kosi                | Słowenia             | 1:56,41 | 30      | 54,22   | 21      | 2:50,63     | +5,43   |
| 23.     | 37 | Paul de la Cuesta          | Hiszpania            | 1:56,22 | 26      | 55,84   | 24      | 2:52,06     | +6,86   |
| 24.     | 39 | Nikoła Czongarow           | Bułgaria             | 1:58,68 | 41      | 53,73   | 18      | 2:52,41     | +7,21   |
| 25.     | 32 | Pawieł Trichiczew          | Rosja                | 1:56,65 | 31      | 56,64   | 29      | 2:53,29     | +8,09   |
| 26.     | 34 | Ferrán Terra               | Hiszpania            | 1:57,23 | 34      | 56,31   | 27      | 2:53,54     | +8,34   |
| 27.     | 42 | Igor Zakurdajew            | Kazachstan           | 1:57,62 | 37      | 57,02   | 30      | 2:54,64     | +9,44   |
| 28.     | 44 | Igor Laikert               | Bośnia i Hercegowina | 1:59,76 | 44      | 55,94   | 25      | 2:55,70     | +10,50  |
| 29.     | 33 | Olivier Jenot              | Monako               | 1:59,81 | 45      | 56,01   | 26      | 2:55,82     | + 10,62 |
| 30.     | 31 | Cristian Javier Simari B.  | Argentyna            | 1:59,63 | 43      | 56,46   | 28      | 2:56,09     | +10,89  |
| 31.     | 3  | Aleksandr Choroszyłow      | Rosja                | 1:56,03 | 24      | 1:02,43 | 34      | 2:58,46     | +13,26  |
| 32.     | 46 | Marc Oliveras              | Andora               | 1:57,08 | 33      | 1:01,46 | 33      | 2:58,54     | +13,34  |
| 33.     | 47 | Henrik von Appen           | Chile                | 1:58,49 | 40      | 1:00,42 | 31      | 2:58,91     | +13,71  |
| 34.     | 36 | Martin Huber               | Kazachstan           | 1:59,42 | 42      | 1:00,44 | 32      | 2:59,86     | +14,66  |
| 35.     | 49 | Christoffer Faarup         | Dania                | 1:57,96 | 39      | 1:10,36 | 35      | 3:08,32     | +23,12  |
|         | 1  | Aleksander Aamodt Kilde    | Norwegia             | 1:53,85 | 4       | DNF     | DNF     | DNF         | DNF     |
|         | 5  | Max Franz                  | Austria              | 1:53,93 | 5       | DNF     | DNF     | DNF         | DNF     |
|         | 7  | Maciej Bydliński           | Polska               | 1:57,36 | 35      | DNF     | DNF     | DNF         | DNF     |
|         | 11 | Mauro Caviezel             | Szwajcaria           | 1:54,75 | 13      | DNF     | DNF     | DNF         | DNF     |
|         | 15 | Peter Fill                 | Włochy               | 1:54,98 | 16      | DNF     | DNF     | DNF         | DNF     |
|         | 17 | Alexis Pinturault          | Francja              | 1:55,68 | 23      | DNF     | DNF     | DNF         | DNF     |
|         | 19 | Thomas Mermillod Blondin   | Francja              | 1:56,23 | 27      | DNF     | DNF     | DNF         | DNF     |
|         | 23 | Andrew Weibrecht           | Stany Zjednoczone    | 1:55,33 | 20      | DNF     | DNF     | DNF         | DNF     |
|         | 38 | Jorge F. Birkner Ketelhohn | Argentyna            | 2:01,05 | 46      | DNF     | DNF     | DNF         | DNF     |
|         | 43 | Georgi Georgiew            | Bułgaria             | 1:57,69 | 38      | DNF     | DNF     | DNF         | DNF     |
|         | 45 | Arnaud Alessandria         | Monako               | 1:57,59 | 36      | DNF     | DNF     | DNF         | DNF     |
|         | 35 | Matej Falat                | Słowacja             | DNF     | DNF     | DNF     | DNF     | DNF         | DNF     |
|         | 41 | Juryj Daniłaczkin          | Białoruś             | DNF     | DNF     | DNF     | DNF     | DNF         | DNF     |
|         | 48 | Martin Bendík              | Słowacja             | DNF     | DNF     | DNF     | DNF     | DNF         | DNF     |
|         | 50 | Ioan Valeriu Achiriloaie   | Rumunia              | DNF     | DNF     | DNF     | DNF     | DNF         | DNF     |